# Antonówka (Zakrzówek)
Antonówka – część wsi Zakrzówek Polsce położona w województwie mazowieckim, w powiecie garwolińskim, w gminie Żelechów.
W latach 1975–1998 część wsi należała administracyjnie do województwa siedleckiego.